# Jakob Hofstätter

Porträtaufnahme von Jakob Hofstätter (1849)

Jakob Hofstätter (* 5. September 1825 in Luterbach; † 6. Januar 1871 in Le Sentier im Jouxtal) war ein Schweizer Mediziner und Schriftsteller in Mundart.

## Leben

### Familie
Jakob Hofstätter war der Sohn des Dorfschullehrers Franz Xaver Joseph Hofstätter.
Er war seit 1856 mit Elise Sophie, die Tochter von Johann Mathys, verheiratet. Ihr gemeinsamer Sohn Hermann Hofstätter (* April 1857; † August 1890) wurde 1886 zum Bundesweibel gewählt.
Sein Freund, der Schriftsteller Johann Jakob Romang, verfasste einen Nachruf auf Jakob Hofstätter in der Zeitung Der Bund.

### Werdegang
Jakob Hofstätter besuchte bis 1837 die Schule, an der sein Vater unterrichtete und kam dann anfangs an die Sekundarschule nach Solothurn, darauf zum Lehrerseminar von Jakob Roth (1798–1863) in Oberdorf und besuchte dann das Gymnasium und Lyzeum in Solothurn.
Er immatrikulierte sich im Frühjahr 1847 an der Universität Bern zu einem Medizinstudium und reiste 1852 nach Paris, um die Studien dort abzuschliessen; im darauffolgenden Jahr bestand er, nach seiner Rückkehr, das medizinische Staatsexamen und war anfangs als Landarzt im Kanton Solothurn und später, auf Bitten der Einwohner des Joux-Tals, im Kanton Waadt tätig.

### Schriftstellerisches Wirken
Jakob Hofstätter veröffentlichte 1857 das Heilquellenlexikon Die Bäder und Heilquellen der Schweiz, nebst den bekanntesten Molken-, Kräuter- und Kaltwasseranstalten und von 1863 bis 1864 das zweibändige Werk Aus Berg und Thal, das 1865 in der zweiten Auflage als dreibändiges Werk erschien. Weiterhin veröffentlichte er eine Sammlung von Erzählungen und Gedichten in Hochdeutsch, aber auch in Mundart, die eine weite Verbreitung fand. Er veröffentlichte unter anderem im Musen-Almanach Helvetia.
Einige seiner Erzählungen wurden nach seinem Tod erneut herausgegeben, so unter anderem 1903 S' Wydebüsseli und andere Erzählungen. Der erste Uhrmacher im Jouxtal wurde 1979 ins Französische übersetzt und noch mehrmals nachgedruckt.
Er stand unter anderem mit dem Historiker Josef Ignaz Amiet in schriftlichem Kontakt.

## Mitgliedschaften
Jakob Hofstätter war Mitglied des Schweizerischen Zofingervereins; 1847 verliess er den Verein und trat der Studentenverbindung Neuzofingerverein Helvetia bei.

## Schriften (Auswahl)
- Jahresbericht der Berner-Sektion des Neu-Zofingervereins: von deren Gründung bis zum ersten Jahresberichte 29. Juni 1847–28. April 1848. Bern: Jenni, 1849.
- Die Bäder und Heilquellen der Schweiz nebst den bekanntesten Molken-, Kräuter- und Kaltwasserkuranstalten oder: kurzgefaßtes schweizerisches Heilquellenlexicon. Bern, 1857.
- Der Bucheggberg: eine Schilderung von Land und Leuten. Die Schweizerische Monatsschrift des Literarischen Vereins in Bern. Jahrgang 2, 1859.
- Solothurner Sprichwörter und Redensarten. Die Schweizerische Monatsschrift des Literarischen Vereins in Bern. Jahrgang 2, 1859 und Jahrgang 3, 1860.
- S' Zündhölzlimeidteil am Wiehnechtobe. 1861.
- Die Augustkilbi in Schnottwyl. Die Schweizerische Monatsschrift des Literarischen Vereins in Bern. Jahrgang 5, 1862.
- Der erste Uhrmacher im Jouxtal und andere Erzählungen. Die Schweizerische Monatsschrift des Literarischen Vereins in Bern. Jahrgang 5, 1862.
- Aus Berg und Thal - Blätter aus dem Volke für das Volk. Zürich: Druck Glarus, 1865.
- Emanuel Geibel; Jakob Hofstätter: Gedichte und Gedenkblätter. Stuttgart: Verlag der J. G. Cottaschen Buchhandlung 1865.
- Ein Gang durch Kriegstetten. Glarus: Schnellpressendruck von J. Vogel 1864.
- Zweu Kapitel usem Lebe. Glarus: Schnellpressendruck von J. Vogel, 1865.
- S' Wydebüsseli und andere Erzählungen. Biel: Ernst Kuhn, 1903.
- Berthold Auerbach; Jakob Hofstätter: Fünf Erzählungen. Hamburg-Grossborstel: Deutsche Dichter-Gedächtnis-Stiftung, 1915.